# Élie Bergerol
 (mars 2025).
Élie Guillaume Bergerol, dit Élie Bergerol, né le 10 avril 1842 à Souillac (Lot) et mort le 3 février 1913 à Paris, est un professeur de philosophie, militant socialiste et libre-penseur français.

## Biographie
Né en 1842, Élie Bergerol réalise sa scolarité au lycée de Cahors (Lot) puis entame des études lettre. Par la suite, il devient professeur de philosophie dans divers collèges et lycées comme, à partir de 1869, au lycée Saint-Louis. En 1872, il devient le collaborateur attitré de la maison d'édition Garnier (pendant neuf ans) puis, en raison de ses convictions anticléricales et socialistes, quitte l'enseignement supérieur jugé trop étouffant et décide de devenir "professeur libre". A la même époque, en 1877, il commence à fréquenter les milieux révolutionnaires parisiens.
Vers 1880, il devient secrétaire-général de la Fédération Parisienne des Groupes de libre-pensée puis, en 1891, il entre dans le journalisme et collabore au Petit Méridionale, au Petit Ardennais et au Lyon Républicain. Libre penseur résolu, il cherche le plus possible par ses articles à démontrer le mal causé par la religion. En 1885, il se présente comme candidat au sein de la "Coalition socialiste-révolutionnaire". En 1903, il rejoint, dès sa création par Henry Bérenger, le journal anticlérical L'Action ainsi que Le Siècle dans le contexte de la campagne menée en faveur de la loi de séparation des Églises et de l'État.